# Монталто Дора
Монталто Дора (итал. Montalto Dora) је насеље у Италији у округу Торино, региону Пијемонт.
Према процени из 2011. у насељу је живело 3391 становника. Насеље се налази на надморској висини од 250 м.

## Становништво
Према резултатима пописа становништва 2011. у општини је живело 3.450 становника.
| 1936. | 1951. | 1961. | 1971. | 1981. | 1991. | 2001. | 2011. |
| ----- | ----- | ----- | ----- | ----- | ----- | ----- | ----- |
| 1.289 | 1.531 | 2.166 | 3.258 | 3.423 | 3.559 | 3.465 | 3.450 |